# Xà Nhãn (Biệt đội G.I. Joe)
Xà Nhãn (Snake Eyes, hay Snake-Eyes) là một nhân vật hư cấu xuất hiện lần đầu tiên trong thương hiệu đồ chơi, truyện tranh và hoạt hình G.I. Joe: A Real American Hero, được sáng tạo bởi Larry Hama. Anh là một trong những thành viên đầu tiên và nổi tiếng nhất của Biệt đội G.I. Joe, và được biết đến nhiều nhất qua các mối quan hệ của mình với Scarlett và Bão Ảnh (Storm Shadow). Anh đã xuất hiện trong mọi sản phẩm của thương hiệu G.I. Joe từ lúc mới bắt đầu. Trong bộ phim Live-Action năm 2009 "Biệt đội G.I. Joe: Cuộc chiến Mãng Xà" và phần tiếp theo năm 2013 "Biệt đội G.I. Joe: Báo thù", nhân vật này do diễn viên Ray Park thủ vai. Trong phần phim ngoại truyện "Snake Eyes: Xà Nhãn Báo Thù", nhân vật này được đóng bởi diễn viên Henry Golding.